# Xian de Tunchang
Le xian de Tunchang (屯昌县 ; pinyin : Túnchāng Xiàn) est un district administratif de la province chinoise insulaire de Hainan. Il est administré directement par la province.

## Démographie
La population du district était de 250 059 habitants en 1999.